# Claude Dablon
Claude Dablon est né en février 1618 ou juin 1619 à Dieppe en France, et est décédé à Québec en 1697. Ce missionnaire jésuite a passé la plus grande partie de sa vie, soit plus de 40 ans, à effectuer un travail d'apostolat auprès des communautés amérindiennes de la Nouvelle-France ainsi que de supérieur des missions jésuites de l'Amérique du Nord, et à ce titre, chargé de la supervision de l'ensemble des travaux des jésuites en Nouvelle-France.
En mai 1661, il alla avec le père Druillètes faire une mission chez les Kilistinons, remontant le Saguenay, jusqu'au lac Saint-Jean.  Il fit la mission du Saint-Esprit, au lac Supérieur, avec le père Marquette en 1668, et il établit celle du Sault Sainte-Marie au Michigan. 
Il écrivit en 1671 et 1672 deux relations, qui renferment sur le pays situés-à l'ouest et au nord de Québec des détails d'une grande importance. Il était à cette époque recteur du collège de Québec, et supérieur des missions de la Nouvelle-France, poste qu'il occupait en 1693. 

## Biographie

### Formation religieuse, arrivée en Nouvelle-France et première mission en Iroquoisie
La date de naissance de Claude Dablon n'est pas connue de façon certaine, les sources mentionnant deux dates différentes soit en février 1618 ou encore le 21 juin 1619,. Il naît dans la ville française de Dieppe dans région de la Normandie, plus précisément dans le département de la Seine-Maritime,.
Il est ordonné prêtre au sein de l'ordre des jésuites en 1639 et arrive en Nouvelle-France à la fin de l'été de 1655,. Le supérieur des jésuites en Nouvelle-France, le père François Le Mercier, l'envoie la même année au sud du lac Ontario, en Iroquoisie, en compagnie du père Chaumonot pour répondre aux attentes de la tribu des Onontagués, l'une des Cinq-Nations iroquoises. Ces derniers réclament la présence de missionnaires depuis plus de deux ans, et le père Simon Le Moyne a fait la promesse de répondre à leurs attentes. Son journal de voyage contient une description des difficultés importantes rencontrées par les deux jésuites lors de cette mission et contient aussi une description assez réaliste des régions situées entre Montréal et le lac Ontario, le père Dablon étant un excellent géographe,.
En 1656, il effectue un second voyage dans cette région ce qui lui permet de compléter son premier récit de voyage en ajoutant des détails sur les ressources naturelles et les coutumes des Iroquois. La mission fut un échec. 
Au printemps 1661, sur l'ordre du gouverneur d'Argenson, il tente d'atteindre la Baie d'Hudson par la voie terrestre en compagnie du Père Druillettes, ainsi que de Denis de la Vallière, Denis et François Guyon, François Pelletier et Guillaume Couture. L'expédition fut un échec. 
Il exerce ensuite pendant une dizaine d'années de nombreuses fonctions administratives : « ministre, procureur, préfet des classes, directeur de la Grande Congrégation, professeur de belles-lettres et de rhétorique ».

### Sources
- Répertoire général du clergé canadien, par ordre chronologique depuis la fondation de la colonie jusqu'à nos jours, par Mgr Cyprien Tanguay, Montréal : Eusèbe Senécal & fils, imprimeurs-éditeurs, 1893.